# Подєбради
Подєбра́ди, також Подебра́ди (чеськ. Poděbrady, старе нім. Podiebrad) — курортне місто в Чехії в Полабській низовині на березі річки Ельби, за 50 км від Праги. Відоме Подебрадським замком та своїми мінеральними джерелами.

## Населення
| Рік                   | 1970   | 1980   | 1991   | 2001   | 2003   | 2006   |
| --------------------- | ------ | ------ | ------ | ------ | ------ | ------ |
| Чисельність населення | 13 353 | 13 782 | 13 213 | 13 364 | 13 128 | 13 255 |

## Український освітній центр
1922 року в місті була заснована українська вища («висока») технічна школа — Українська господарська академія. Засновником виступив Український громадський комітет у Празі на чолі з Микитою Шаповалом при фінансовій допомозі міністерства закордонних справ Чехо-Словаччини. Через це впродовж 1922—1935 у місті проживала досить численна українська громада.

## Міста-побратими
- Верту, Франція (2015)
- Маріанські Лазні, Чехія (2008)
- Нетанья, Ізраїль (2014)[5]
- П'єштяни, Словаччина (2002)
- Тарандт, Німеччина (2013)

## Галерея

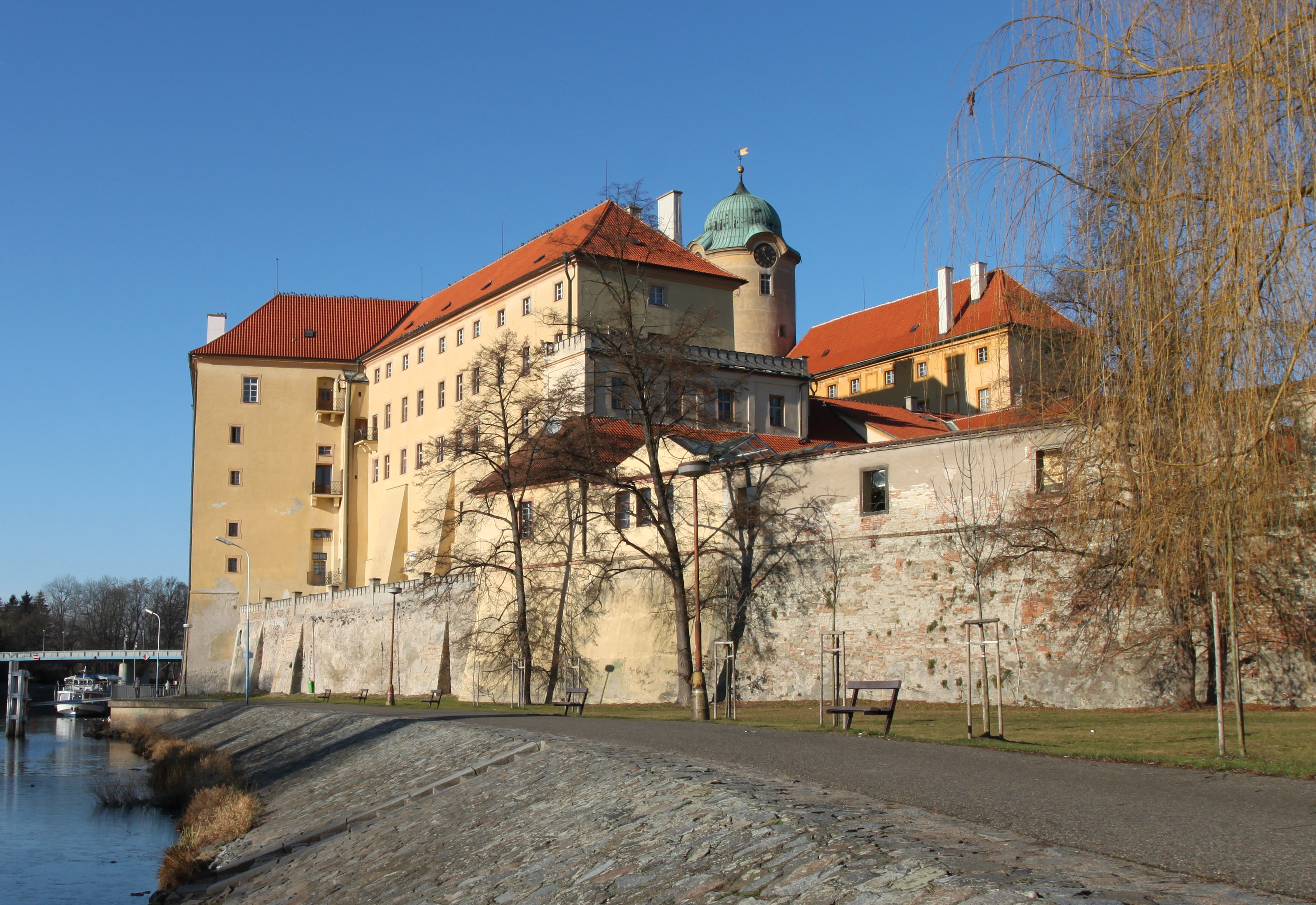
Подебрадський замок, у якому знаходилась Українська господарська академія
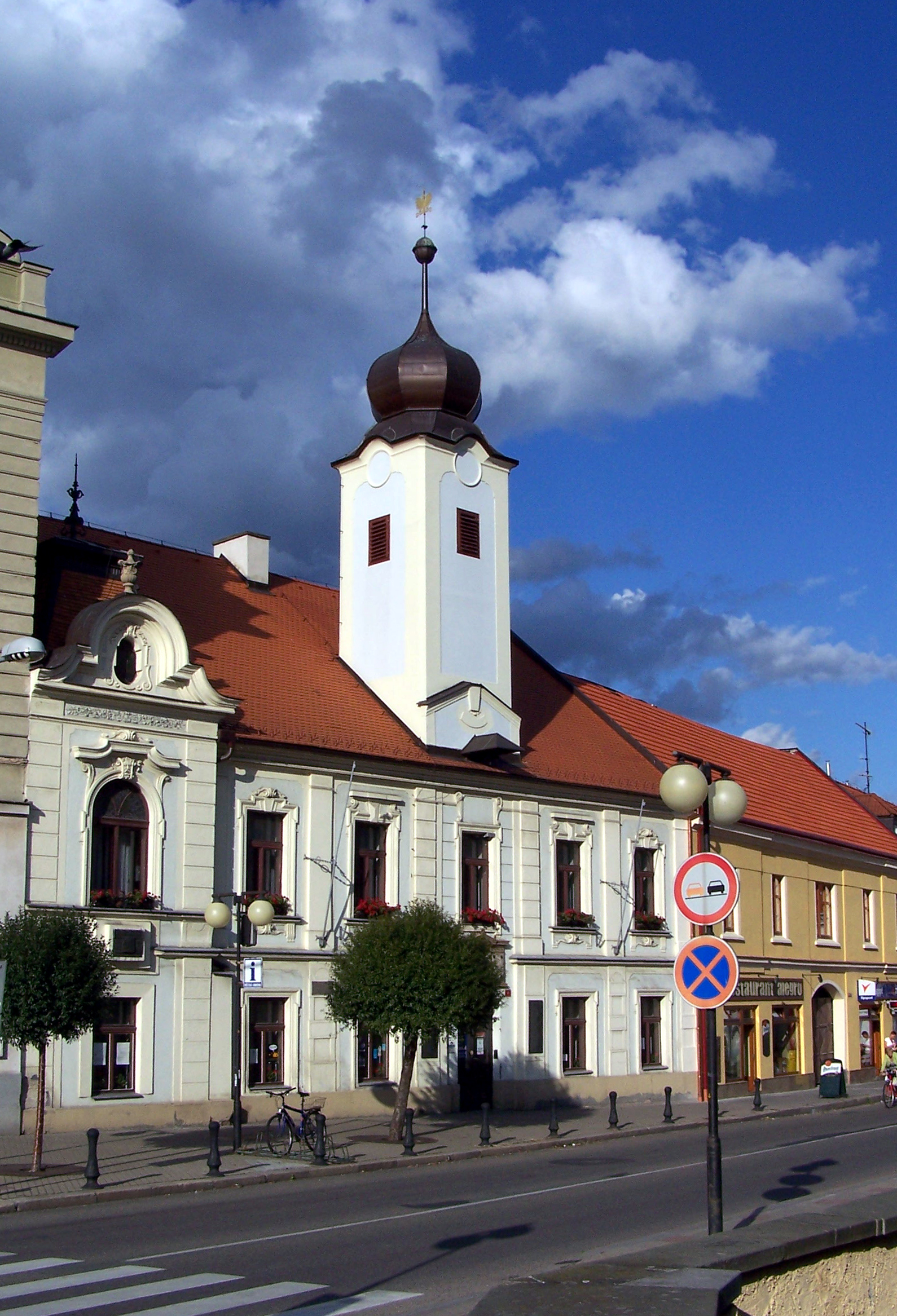
Будинок старої ратуші, зараз міська бібліотека